# الصرام (تعز)
الصرام هي إحدى قرى الجمهورية اليمنية. وهي تتبع جغرافيًا لمحافظة تعز. وإداريًا لمديرية خدير. يبلغ تعداد سكانها 2819 نسمة حسب الإحصاء الذي جرى عام 2004.